# 琼斯伯勒 (路易斯安那州)
琼斯伯勒（英語：Jonesboro），是美国路易斯安那州下属的一座城市。根据2010年美国人口普查，该市有人口4,704人。建置上，属于“town”。